# Wildhans von Breitenlandenberg

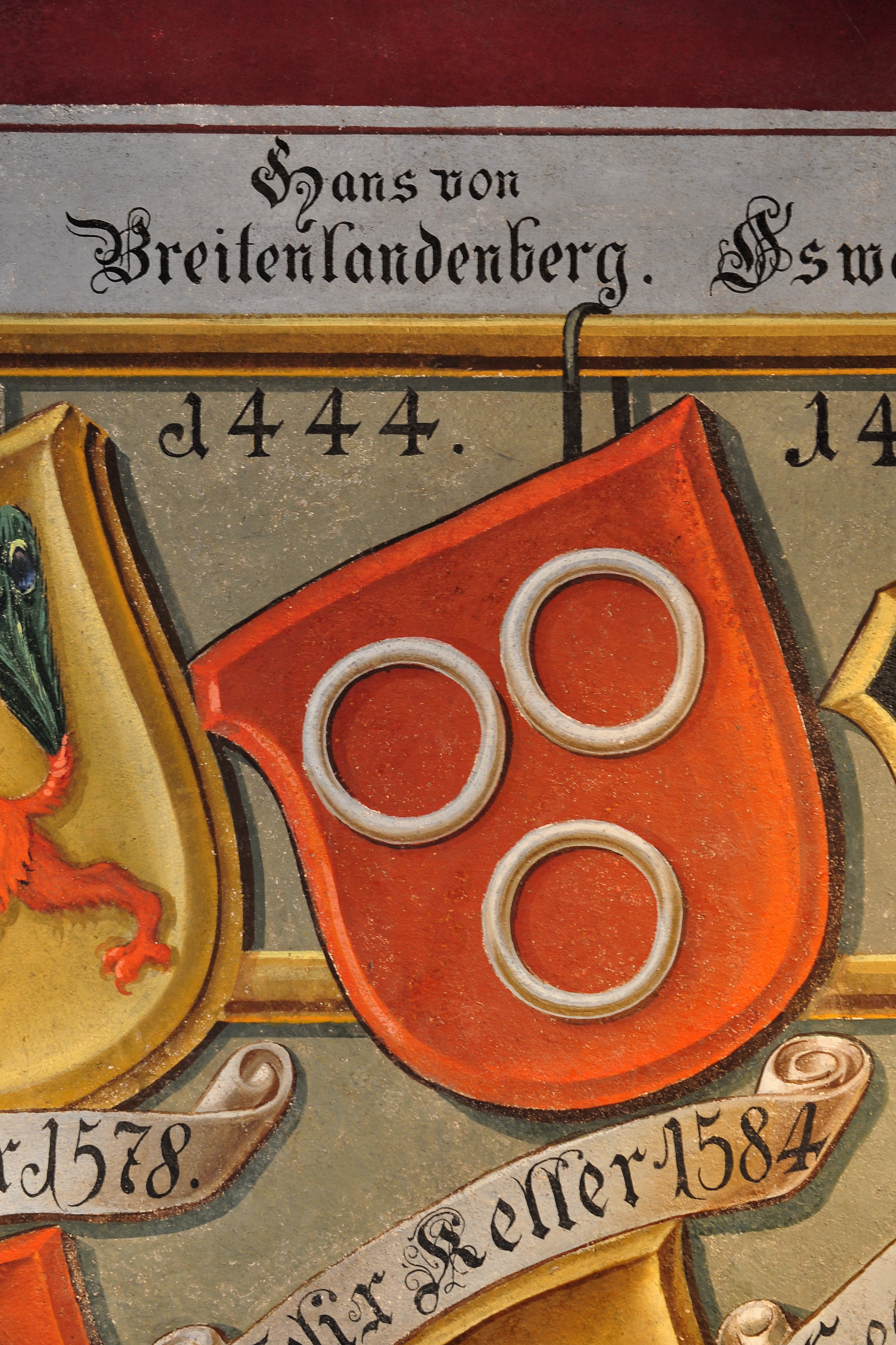
Wappen der Landenberger im Eingangsbereich des Schlosses Greifensee

Wildhans von Breitenlandenberg (* um 1410 in Turbenthal; † 28. Mai 1444 in Nänikon) – auch Wildhans von Landenberg oder Wildhans von Breiten-Landenberg genannt – ist während des Alten Zürichkriegs als heldenhafter Verteidiger von Greifensee und prominentestes adliges Opfer der «Blutnacht von Greifensee» in die Schweizer Geschichte, in Volkssagen und in die Literatur eingegangen.

## Historische Gestalt des Wildhans von Breitenlandenberg
Geboren wurde Wildhans von Breitenlandenberg vermutlich um 1410 in Turbenthal, als Sohn des Ministerialen Hermann IV. (oder V.) – Schöch von Breitenlandenberg genannt – und der Ursula Truchsess von Diessenhofen.
Sein Bruder Hermann (* 1410; † 1474) war von 1466 bis 1474 Bischof von Konstanz, zudem ein wichtiger Vermittler zwischen Eidgenossen und Habsburg – er starb kurz vor Abschluss der von ihm mitbeeinflussten «Ewigen Richtung».
Der Bruder Kaspar (* vor 1439; † 1463) war von 1442 bis 1463 Abt von Kloster St. Gallen.
Anna wird als Schwester in einer anderen Quelle genannt – sie soll mit Konrad Schwend (möglich wären aber auch Johannes oder Heinrich Schwend), Bürgermeister von Zürich, verheiratet gewesen sein.
Historisch ist über das Leben von Wildhans von Breitenlandenberg ansonsten wenig bekannt, im Zusammenhang mit einer Fehde im Hegau gegen 32 süddeutsche Reichsstädte zumindest aber ein weiteres Mal sein Name belegt.
Unklar bleibt, ob Breitenlandenberg bereits vor seinem traurigen Ende am 28. Mai 1444 auf der «Blutmatte» in Nänikon eine Amtsfunktion in der Landvogtei Greifensee ausübte, nebst seiner tragischen Rolle als Hauptmann und Verteidiger von Greifensee.
Mehrfach urkundlich belegt ist aber, dass das Geschlecht der Landenberger grossen Einfluss in der Herrschaft Greifensee und weit darüber hinaus hatte: Am 7. Januar 1300 verpfändete Gräfin Elisabeth von Rapperswil die damalige Burg, das Städtli, den Greifensee und weitere Güter an Ritter Hermann II. von Landenberg.
Das als «Landenberghaus» bekannte Gemeindezentrum von Greifensee, das um 1250 vermutlich für die 'Burgherrschaft' erbaut wurde, erinnert auch heute noch an diese Epoche.

## Belagerung von Städtchen und Schloss Greifensee – Mord von Greifensee

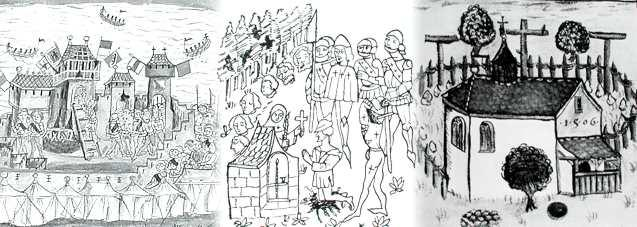
Belagerung von Greifensee – Mordnacht am 28. Mai 1444 – Gedenkkapelle. Darstellung aus der «Zürcher Chronik» (1485–1486) von Gerold Edlibach

Im Alten Zürichkrieg wurde Wildhans um 1444 Hauptmann von Greifensee, dem letzten befestigten Zürcher Flecken ausserhalb der Stadt Zürich, den er vom 1. bis zum 27. Mai 1444 mit rund 70 grösstenteils bäuerlichen Mitstreitern gegen das Zürcher Hinterland (Landvogteien Grüningen und Greifensee) verwüstende Innerschweizer Heerhaufen verteidigte.
Am 27. Mai 1444, nach vier Wochen Belagerung, mussten die überlebenden 62 mehrheitlich bäuerlichen Verteidiger unter der Führung von Wildhans von Breitenlandenberg kapitulieren.
Bis auf zwei, ein Zeitzeuge nennt zehn, wurde am 28. Mai 1444 die überlebende Besatzung von Greifensee erbarmungslos von den 'siegreichen' Innerschweizern auf der «Blutmatte» in Nänikon im Schnellverfahren hingerichtet. Das Massaker an vermutlich der Mehrheit der männlichen Landbevölkerung der Herrschaft Greifensee erschütterte als «Mord von Greifensee» Zeitgenossen und die Nachwelt zutiefst und überliess die hinterbliebenen bäuerlichen Familien einem ungewissen Schicksal.

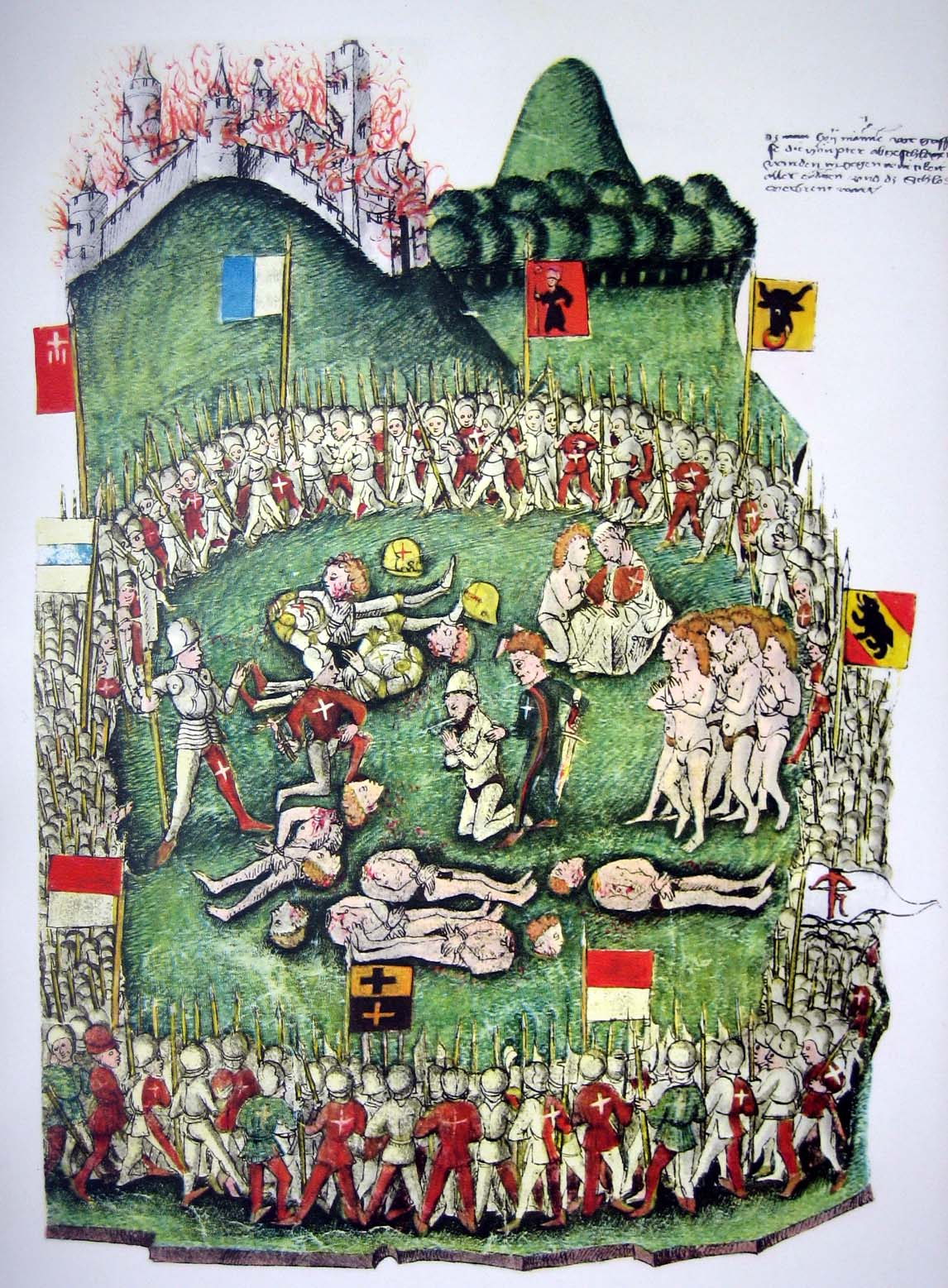
Darstellung aus der Tschachtlanchronik, 1470

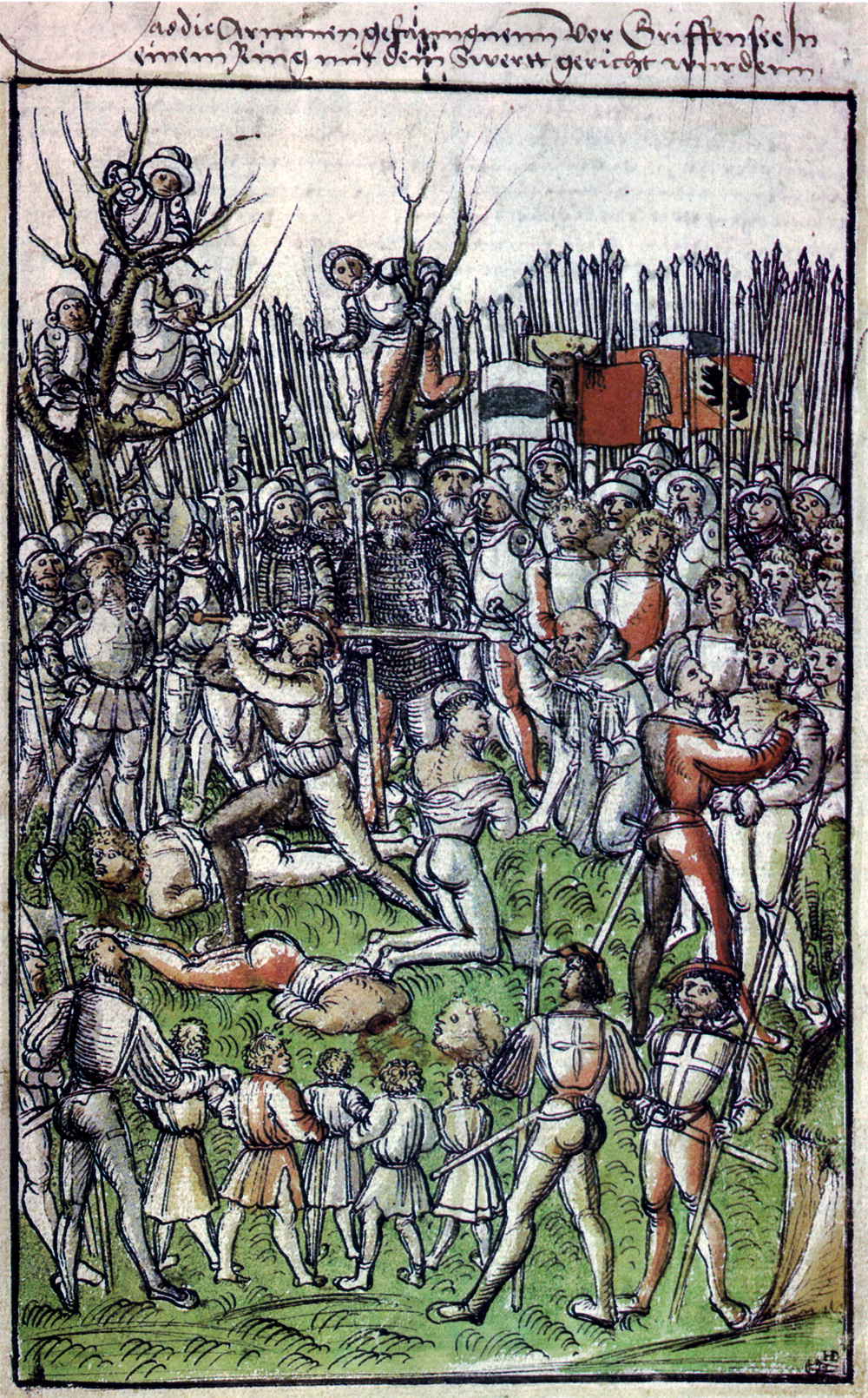
Darstellung in der «Eidgenössischen Chronik» (1510–1535) von Werner Schodoler

Es heisst, Wildhans von Breitenlandenberg wurde auf sein Verlangen hin als erster mit dem Schwert enthauptet, damit seine Schicksalsgenossen nicht glauben mussten, dass er als Adliger nachträglich von den Innerschweizern geschont worden wäre.
Die Leichen des Hauptmanns und seiner beiden Stadtknechte wurden am 30. Mai 1444 nach Turbenthal, in die Heimat der Freiherren von Landenberg, gebracht und dort begraben. Seine zumeist bäuerlichen Mitstreiter wurden nach Uster überführt, wo der residierende und im Alten Zürichkrieg neutrale Freiherr von Bonstetten für die letzte Ruhestätte sorgte.
Die ausführlichsten Beschreibungen der Belagerung von Greifensee und Hinrichtung der Zürcher Besatzung stammen von Hans Fründ – Chronist und Landschreiber von Schwyz und auf Seite der Innerschweizer Augenzeuge der Belagerung – und Gerold Edlibach (1454–1530) – Chronist, Zürcher Ratsherr und von 1504 bis 1506 Landvogt von Greifensee.
Auch «Die Grosse Freiburger Chronik» (1567/1568) von Franz Rudella geht kurz auf die Ereignisse im Mai 1444 ein: «Das ward uffgeben und Wildhans von der Breyten Landenberg, deren von Zürich houptman, unnd mitt im einundsechzig man, so darinn lagend, gfangen und alle enthouptet am donstag vor pfingsten».
Ebenso erwähnt die «Eidgenössische Chronik» von Werner Schodoler, in der Tradition einer Schweizer Bilderchronik, die Belagerung und Ermordung der Zürcher Besatzung von Greifensee.
Die Belagerung von Greifensee und die grausige Enthauptung auf der «Blutmatte» in Nänikon sind im Artikel Mord von Greifensee – auch als «Blutnacht» oder «Bluttat von Greifensee» bekannt – anhand dieser Quellen ausführlicher beschrieben.

## Gedenkstätte auf der «Blutmatte»

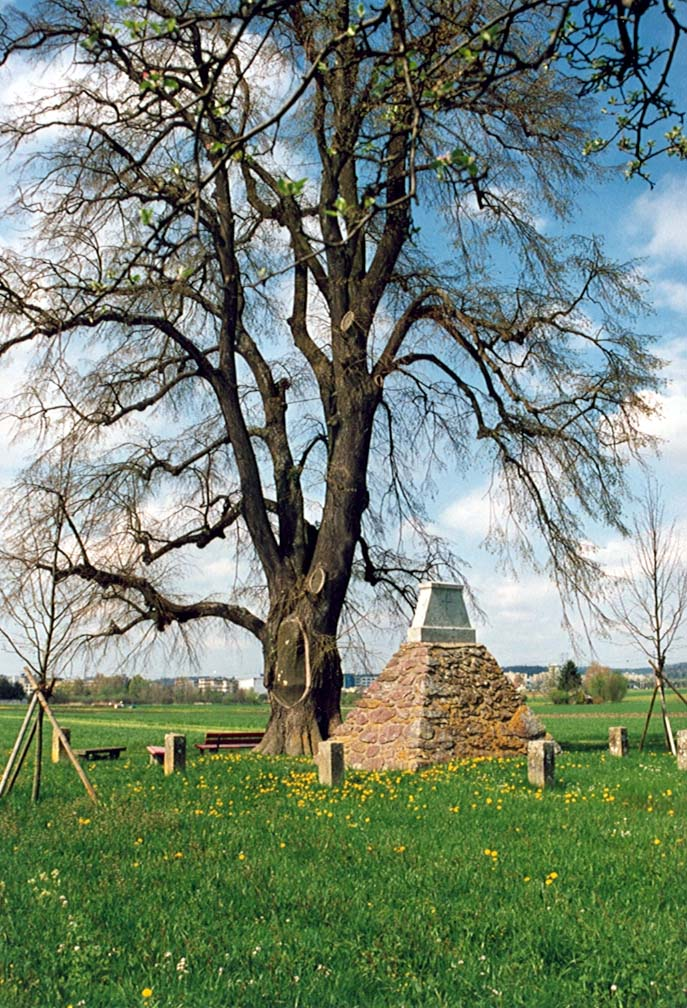
Gedenkstein auf der «Bluetmatt» bei Nänikon, 1990

Wenige Jahre nach dem Massaker wurde auf der «Bluetmatt» in Nänikon 694296 / 247610 eine anfangs hölzerne Kapelle errichtet. Sie wurde schon bald zu einer Pilgerstätte, in der am Dienstag vor Pfingsten eine Totenmesse gelesen wurde.

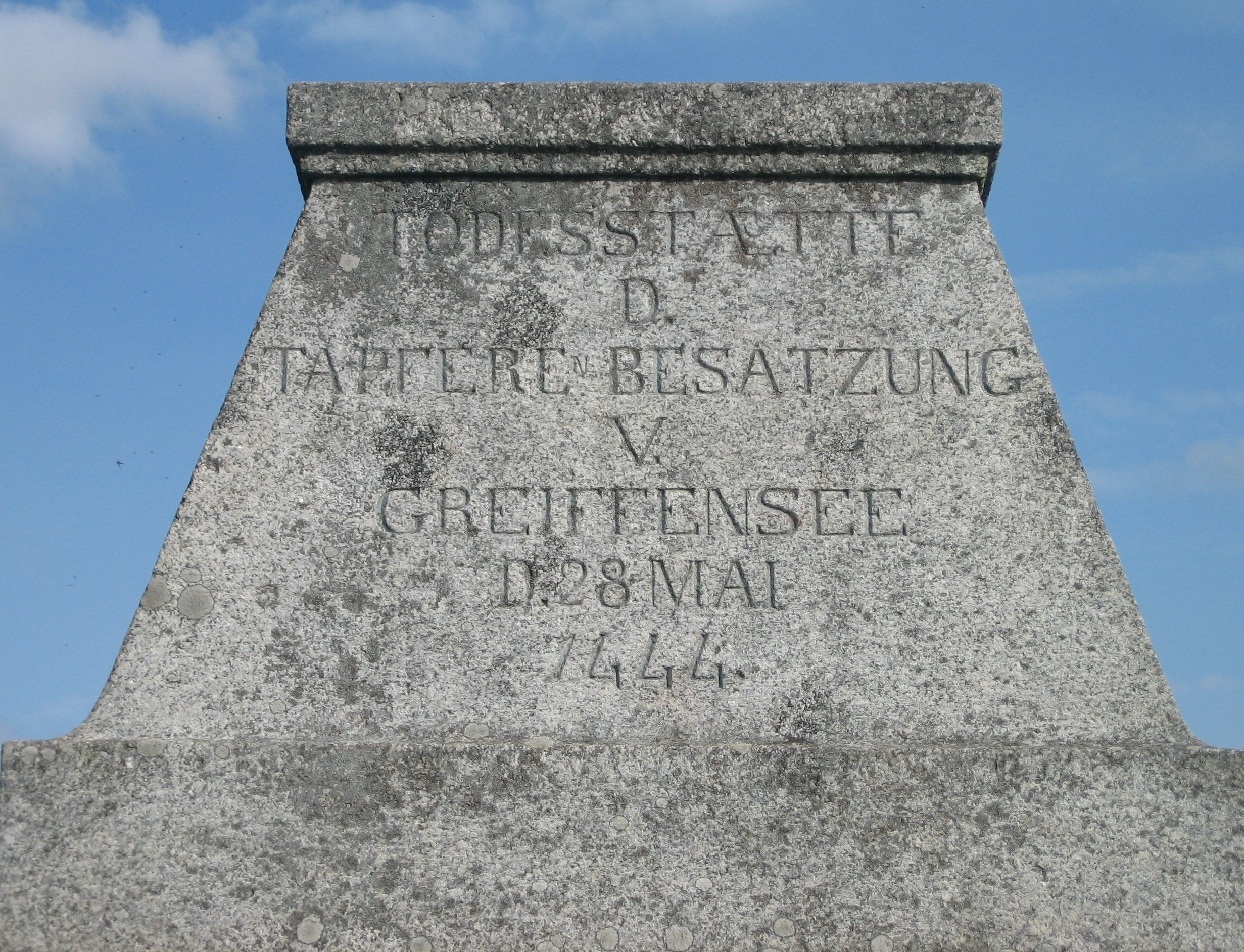
Inschrift auf dem Gedenkstein

Gemäss mündlichen Überlieferungen soll die ursprüngliche hölzerne «Kapelle Unserer Liebe Frau» von Anna Wagner gestiftet worden sein, Witwe von eben jenem Ital Reding dem Jüngeren, dessen Vater die Besatzung von Greifensee so erbarmungslos hinrichten liess.
Bereits ab 1524 begann der Zerfall der Kapelle, da infolge der Reformation keine Heilige Messen und Prozessionen mehr stattfanden. Trotz hoher Strafen wurden die Steine der Ruine von den Bewohnern der Umgebung wiederverwertet – 1839 waren die letzten Reste des kleinen Gotteshauses verschwunden.
'Vaterländische Kreise' in der Stadt Zürich errichteten eine Gedenkstätte in Form einer Steinpyramide, die am 17. Oktober 1842 unter grosser Anteilnahme der Bevölkerung feierlich eingeweiht wurde. In der Pyramide ist eine Bronzetafel mit den Namen aller Enthaupteten eingelassen, soweit sie noch eruiert werden konnten.

## Der «sagenhafte Held von Greifensee» in der Literatur
Im historischen Roman «Der Freihof von Aarau» (1823) schildert Johann Heinrich Daniel Zschokke die Ereignisse und Zusammenhänge der Zerstörung von Greifensee aus Sicht seines Protagonisten, Ritter Marquard von Baldegg.
Gottfried Keller verarbeitete 1877 den Stoff des «sagenhaften Helden von Greifensee» und seines Innerschweizer Kontrahenten, Ital Reding, im Salomon Landolt gewidmeten «Der Landvogt von Greifensee», dem ersten Band der «Züricher Novellen».
Ital Redings Schicksal stellte Albrecht Emch in seinem Kleintheaterstück «Ital Reding, der Eisenkopf von Greifensee oder Die Mordtat von Greifensee» dar.